# Kurt Vespermann
Kurt Vespermann (né le 1er mai 1887 à Kulmsee, arrondissement de Thorn (de), mort le 13 juillet 1957 à Berlin) est un acteur allemand.

## Biographie
Kurt Vespermann naît dans une famille travaillant dans les arts et le théâtre. Ses parents sont des acteurs itinérants, ses grands-parents et arrière-grands-parents sont metteurs en scène et chanteurs d'opéra. À 17 ans, il va à l'école de Neustrelitz et commence au théâtre. Un an plus tard, il se rend au théâtre d'été de Celle. Il obtient son premier succès en 1912 grâce à son frère Bruno, qui est metteur en scène à Riga. Après Nuremberg et Dessau, il arrive en 1913 au Konzerthaus de Berlin.
Il apparaît également dans le cinéma muet et débute en 1915. Il fait de nombreux seconds rôles. Son dernier rôle dans un film muet est pour Asphalt en 1929. Il réussit sa reconversion dans le cinéma parlant, en conservant sa participation dans les seconds rôles.
Après la Seconde Guerre mondiale, il fait partie de l'ensemble du Theater in der Kaiserallee et en même temps au Renaissance-Theater.
Au cinéma, dans les années 1950, il interprète des rôles qui conviennent à son âge, des hommes d'expérience et de direction. L'acteur fait également des pièces radiophoniques et du doublage, notamment de Will Geer.
En 1927, il épouse l'actrice Lia Eibenschütz. Le couple donne naissance à Gerd Vespermann (de), qui deviendra acteur à son tour.

## Filmographie sélective
- 1915 : Police Nr. 1111 (de) de Harry Piel
- 1915 : Im Feuer der Schiffskanonen de Walter Schmidthässler
- 1917 : Que la lumière soit de Richard Oswald
- 1918 : L'Expiation d'Emmerich Hanus
- 1918 : Die Liebe der Maria Bonde (de) d'Emmerich Hanus
- 1918 : Arme kleine Helga
- 1918 : Das Geschlecht derer von Ringwall (de) de Rudolf Biebrach
- 1919 : Die Siebzehnjährigen
- 1920 : Das große Licht de Hanna Henning
- 1920 : Der Todfeind
- 1921 : Die schwarze Schmach
- 1923 : Le Petit Napoléon (Der kleine Napoleon) de Georg Jacoby
- 1923 : Die Buddenbrooks
- 1923 : Tragödie der Liebe de Joe May
- 1925 : Die Frau für 24 Stunden de Reinhold Schünzel
- 1925 : Sündenbabel
- 1925 : Leidenschaft. Die Liebschaften der Hella von Gilsa
- 1926 : Le Héros de la compagnie
- 1927 : Der Bettelstudent (de) de Jakob et Luise Fleck
- 1928 : Voleurs de jeunesse (Mädchenschicksale) de Richard Löwenbein
- 1928 : La Dame en noir
- 1929 : Asphalte de Joe May
- 1930 : Pension Schöller (de) de Georg Jacoby
- 1931 : Kinder des Glücks d'Alexander Esway
- 1931 : Ronny de Reinhold Schünzel
- 1932 : Die Abenteuer der Thea Roland
- 1932 : Das schöne Abenteuer de Reinhold Schünzel : Herr Desmigneres
- 1932 : Schuß im Morgengrauen d'Alfred Zeisler
- 1933 : Salon Dora Green (de) de Henrik Galeen
- 1933 : Die schönen Tage von Aranjuez de Johannes Meyer
- 1934 : Die Welt ohne Maske
- 1936 : Michel Strogoff
- 1939 : Pages immortelles
- 1940 : Der scheinheilige Florian
- 1940 : La Lune de miel de Beate
- 1941 : Der Gasmann (de)
- 1941 : Am Abend auf der Heide
- 1943 : Dangereux Printemps
- 1944 : Famille Buchholz
- 1944 : Neigungsehe
- 1944 : Jan und die Schwindlerin
- 1951 : Les Yeux noirs (de)
- 1953 : La Rose de Stamboul
- 1953 : Son Altesse Royale (Königliche Hoheit) de Harald Braun
- 1954 : Die sieben Kleider der Katrin
- 1954 : An jedem Finger zehn
- 1954 : Glückliche Reise (de)
- 1955 : Sohn ohne Heimat
- 1956 : Heidemelodie (de)
- 1956 : Vor Sonnenuntergang de Gottfried Reinhardt
- 1956 : … wie einst Lili Marleen
- 1956 : Solange noch die Rosen blühn (de)
- 1956 : Keiner stirbt leicht (téléfilm)
- 1957 : Jede Nacht in einem anderen Bett (de)
- 1957 : Viktor und Viktoria de Karl Anton
- 1957 : Le Troisième Sexe de Veit Harlan